# Pont d'Arcole
Pont d'Arcole (česky Arcolský most) je silniční most přes řeku Seinu v Paříži. Nachází se ve 4. obvodu, kde spojuje pravý břeh u Pařížské radnice a ostrov Cité, kde stojí nemocnice Hôtel-Dieu. Most byl pojmenován podle bitvy u italského města Arcole, ve které Napoleon Bonaparte v roce 1796 porazil Rakousko.

## Historie
O výstavbě mostu na tomto místě se uvažovalo již v 18. století, ale visutý most pro pěší zde byl zřízen až v roce 1828. V letech 1854–1856 byl nahrazen pevnějším kovovým mostem, který umožňoval i průjezd vozidel. Dne 16. února 1888 se most propadl o 20 cm, takže poté musel být zpevněn. V letech 1994 a 1995 byl most znovu přezkoumán. Přes tento most dorazily v srpnu 1944 první vozy 2. obrněné divize generála Leclerca do centra při osvobozování Paříže.

## Architektura
Most má jeden železný oblouk, celková délka mostu činí 80 metrů a šířka 20 metrů (12 m vozovka, 4 m každý chodník).